# Янтар (село у Польщі)
Янтар (пол. Jantar, нім. Pasewark) — село в Польщі, у гміні Стеґна Новодворського повіту Поморського воєводства,  на пограниччі Віслинської коси та Віслинських Жулав біля воєводської дороги номер 501.
Населення — 1008 осіб (2011).
Село розміщене на шляху Віслинської під'їздної колії поміж Стегною та Мікошевом. Через цю територію проходив колись янтарний (бурштиновий) шлях. Кожного року у канікули тут відбувається Чемпіонат світу у ловлі бурштину.
У 1975-1998 роках село належало до Ельблонзького воєводства.

## Демографія
Демографічна структура станом на 31 березня 2011 року:
|          | Загалом | Допрацездатний вік | Працездатний вік | Постпрацездатний вік |
| -------- | ------- | ------------------ | ---------------- | -------------------- |
| Чоловіки | 510     | 82                 | 395              | 33                   |
| Жінки    | 498     | 84                 | 311              | 103                  |
| Разом    | 1008    | 166                | 706              | 136                  |

## Українці в Янтарі
Переселенці «W» – українці на теренах Помор’я, Вармії та Мазур в рамках депортації були розселені дуже нерівномірно. В липні 1947 р. на Жулави прибуло 115 греко-католицьких родин, депортованих з сіл: Угринів, Корні, Мости i Тенетиска. Їх розселено в гміні Осташево (Ostaszewie: Gniazdowie, Nowej Cerkwi, Palczewie, Jezierniku) – 36 родин, Маженціно (Marzęcino) – 32 родини, Янтарі (Jantarze) – 11 родин, Пшемиславі (Przemysawiu) – 10 родин, Стеґні (Stegnie) і Стеґенці (Stegience) – 9 родин, Ґлобиці (Globicy) – 5 родин, Штутові (Sztutowie) – 2 родини, Бронові (Bronowie) – 4 родини, які походили з місцевості Мости. Частина з цих родин після 1958 р. повернулася на рідні землі.
Наразі в селі Янтар по вул. Гданська (Gdańska), 26a діє пасторський осередок Ельблонзького деконату греко-католицької церкви.